# Agrestina
Agrestina est une ville brésilienne de l'est de l'État du Pernambouc.

## Géographie
Agrestina se situe par une latitude de 08° 27′ 29″ sud et par une longitude de 35° 56′ 41″ ouest, à une altitude de 427 mètres.
Sa population était de 21 712 habitants au recensement de 2007. La municipalité s'étend sur 201 km2.
Elle fait partie de la microrégion du Brejo Pernambucano, dans la mésorégion de l'Agreste du Pernambouc.